# Kozloduy (huyện)
Kozloduy là một huyện thuộc tỉnh Vratsa, Bungaria. Dân số thời điểm năm 2001 là 24367 người.